# Élisa Brune

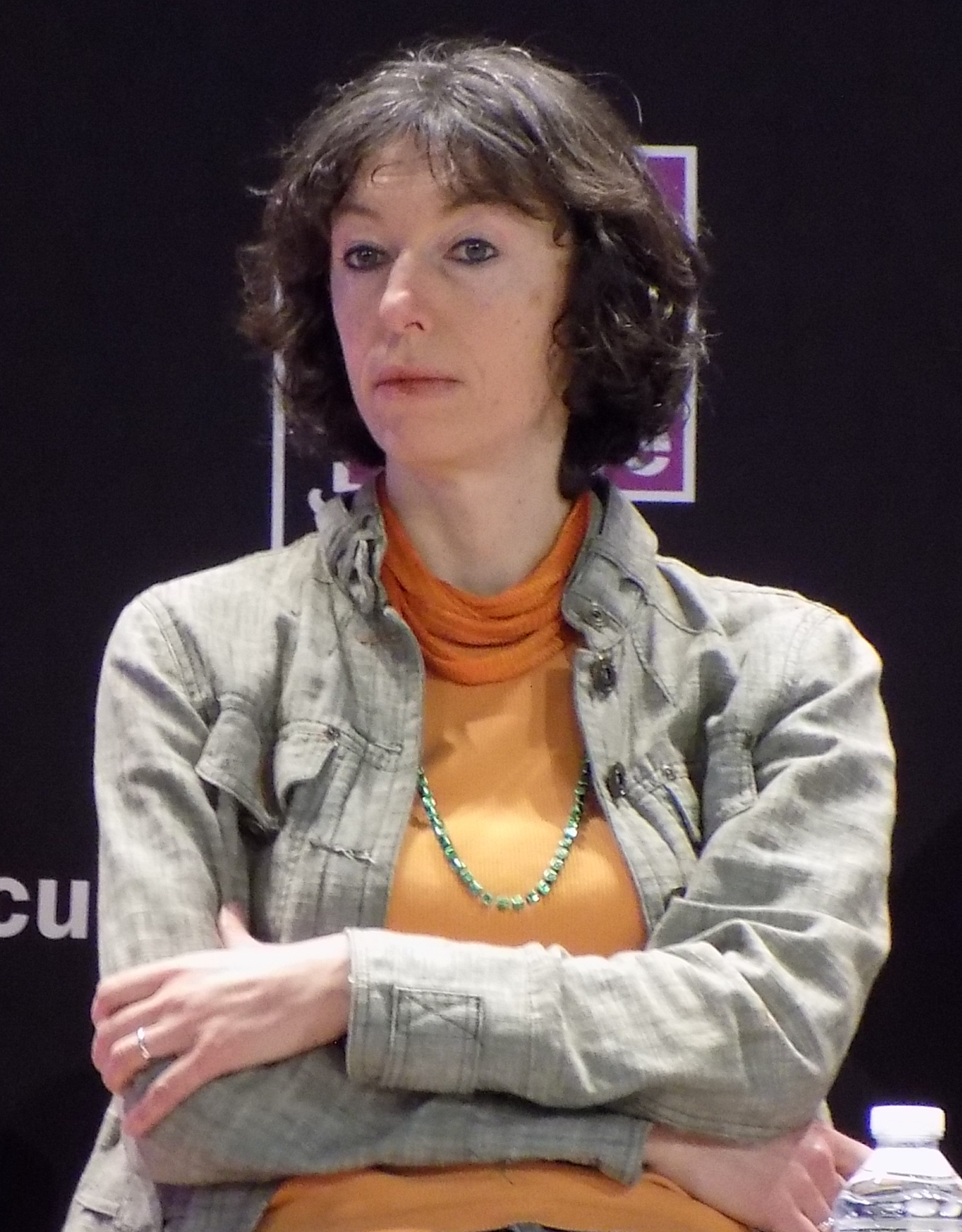
Élisa Brune (2016)

Élisa Brune (* 15. Juli 1966 in Brüssel; † 29. November 2018 ebenda) war eine belgische Schriftstellerin und Journalistin.

## Leben
Die promovierte Umweltökonomin Élisa Brune war als Wissenschaftsjournalistin tätig und schrieb unter anderem Romane wie La tentation d’Edouard und Fissures, mit dem sie 1996 als Schriftstellerin debütierte und für den sie 1997 den erstmals vergebenen Prix de la première œuvre erhielt.

## Werke (Auswahl)
- Fissures (1996)
- Petite révision du ciel (1999)
- Blanche Cassé (2000)
- La Tournante (2001)
- Les Jupiter chauds (2002)
- La Tentation d’Edouard (2003)
- Le goût piquant de l’univers: Récit de voyage en apesanteur (2004)
- Relations d’incertitude (2004)
- Un homme est une rose (2005)
- De la transe à l’hypnose: récit de voyage en terrain glissant (2006)
- Le Quark, le neurone et le psychanalyste (2006)
- Séismes et volcans - Qu’est-ce qui fait palpiter la Terre? (2007)
- Alors heureuse... croient-ils! La vie sexuelle des femmes normales (2008)
- Bonnes nouvelles des étoiles (2009)
- Le secret des femmes, Voyage au cœur du plaisir et de la jouissance (2010)
- La mort dans l’âme - Tango avec Cioran (2011)
- La révolution du plaisir féminin - Sexualité et orgasme (2012)
- Pensées magiques - 50 passages buissonniers vers la liberté (2013)
- Le Salon des confidences - Le désir des femmes et le corps de l’homme (2013)